# Юрий Деточкин
Ю́рий Ива́нович Де́точкин — главный герой советской трагикомедии Эльдара Рязанова «Берегись автомобиля» (1966), сыгранный актёром Иннокентием Смоктуновским. «Робин Гуд XX века», он угонял личные автомобили у людей, живущих на «нетрудовые доходы», и переводил вырученные от продажи машин деньги на счета детских домов.

## История создания персонажа
В сюжет фильма «Берегись автомобиля» легла вымышленная история о том, как служащий страховой конторы угонял у людей, живущих на нетрудовые доходы, личные автомобили, затем продавал их, а вырученные деньги переводил на счета детских домов.
Первоначально предполагалось снять не трагикомедию, а лихую незамысловатую комедию в стиле вестерна, в которой присутствовали бы автомобильные погони, немыслимые комедийные трюки, стремительность и динамика. А главный герой — современный Робин Гуд, благородный разбойник, непринуждённо, легко и победно совершающий свои подвиги «во славу всеобщей добродетели и высшей справедливости». Но в дальнейшем для создателей этого образа — сценаристов Эльдара Рязанова и Эмиля Брагинского — двухцветный жанр вестерна показался не столь интересным, не совсем пригодным для показа широкой социальной картины общества, для создания ярких, интересных характеров.
Захотелось поточнее взвесить традиционно общечеловеческие категории добра, зла, благородства, подлости, справедливости. Поэтому мы предпочли парадоксальные, извилистые ходы вглубь прямому движению по плоскости.
А главного героя они сделали хоть и честным по сути, но жуликом по форме, дав ему детскую фамилию.

## Характеристика героя

Памятник Юрию Деточкину в Самаре

Самую большую трудность для авторов представляло создание образа главного героя, реалистичность которого не вызывала бы у зрителя никаких сомнений. Хотя социальная сущность персонажа была предельно ясна: Юрий Деточкин — современный Робин Гуд, всё же упрощать её до уровня простого благородного разбойника авторы не хотели, и опираясь на традиции литературы и кино, сделали попытку создать персонажа, который объединил бы в себе черты трёх классических героев: Дон Кихота, чаплиновского Чарли и князя Мышкина.
Нам хотелось сделать добрую, грустную комедию о хорошем человеке, который кажется ненормальным, но на самом деле он нормальнее многих других. Ведь он обращает внимание на то, мимо чего мы часто проходим равнодушно. Этот человек — большой, чистосердечный ребёнок. Его глаза широко открыты на мир, его реакции непосредственны, слова простодушны, сдерживающие центры не мешают его искренним порывам. Мы дали ему фамилию Деточкин.
К такой фамилии авторы дали персонажу заурядные внешность и профессию, необходимые для дезориентирования зрителя в начале фильма относительно истинных намерений Деточкина — ничем не выдающийся человек днём занимается страхованием имущества, которое (уже, возможно, этой же ночью) сам и похитит.

Семейное положение Деточкина, поначалу представлявшееся как стандартный вариант — «жена-дети», по мере написания сценария авторам пришлось сильно изменить: идеалисты такого рода, в первую очередь, хотят устроить общественную жизнь, а уж потом свою собственную. Поэтому, кроме мамы-пенсионерки и любимой женщины, которые в один голос корят его за неподобающий образ жизни, герой не имеет никого.

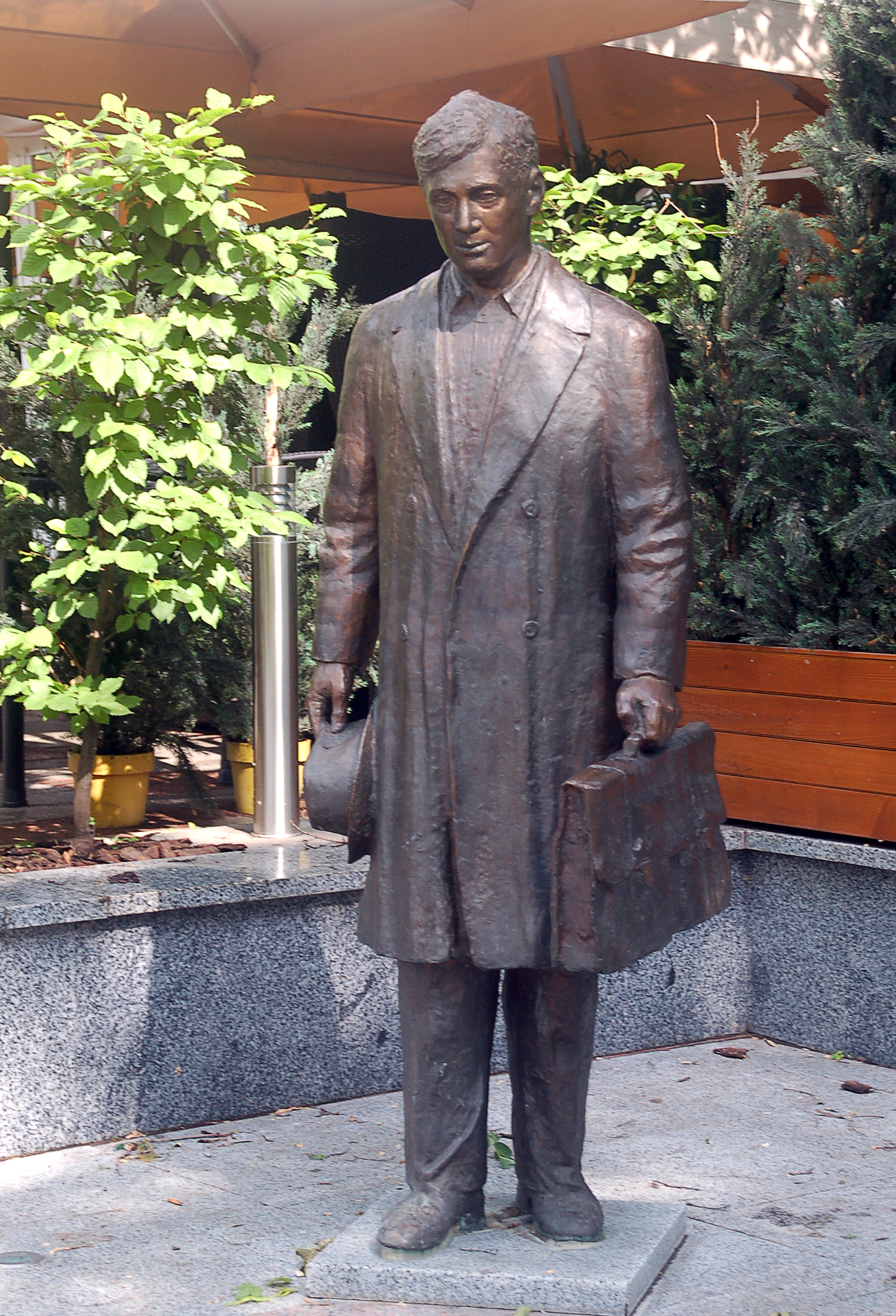
Памятник в Донецке

Кроме всего этого, чтобы «обогатить» портрет Деточкина, он снабжается справкой, что является психически нормальным, хотя и имел сильное сотрясение мозга после автомобильной аварии (Деточкин — бывший шофёр).
Он, если хотите, идеальный герой, который спущен с небес на прозаическую землю, чтобы обнаружить наши отклонения от социальных и человеческих норм. Этот человеческий феномен заинтриговал нас не сам по себе, хотя именно он являлся объектом нашего художественного исследования. Деточкин — своего рода шкала человеческой честности…
Несмотря на такие характеристики авторов, вышестоящее руководство — в лице сначала редакторов кинокомитета, а затем и министра культуры Алексея Владимировича Романова — нашло сценарий плохим, а главного героя — непонятно кем (положительным или отрицательным), подающим пример для «дурных инстинктов».
Не было простым отношение к Деточкину и самого исполнителя главной роли — Иннокентия Смоктуновского, который ранее воплотил образы князя Мышкина на сцене ленинградского БДТ, физика-ядерщика Куликова в драме «Девять дней одного года» и шекспировского Гамлета в одноимённом фильме. Сначала актёр вообще не мог понять, «как должно воплощать этого чудака, чтобы кинематографическое изложение сюжета не носило характер анекдота».
Не иначе как безумцем называл Юрия Деточкина кинокритик Виктор Дёмин. Сочувствуя и сострадая персонажу, самого героя он определял как человека высоких мыслей и благородных побуждений, а его действия — как нелепость и фантасмагорию.
Наведение справедливости в нашем мире мы поручаем милиции, дело обеспечения сирот — бюджетной комиссии Верховного Совета. Он, не знающий отчуждения мыслей поступков, получает за это самое увесистые оплеухи от живой жизни. Могут служить примером его детская чистота, инфантильная ясность в разнесении честного от нечестного, сам образ высоких мыслей и благородных побуждений — только не поступки. Этот герой — для сочувствия, любви, сердечной улыбки, но не пример, не образец.
В четырёхтомной книге «Истории советского кино» (1978) Деточкин представлен читателям как честный, нравственный, моральный, но наивный гротескно-эксцентрический герой, противопоставляющий себя корысти и несправедливости.
Герой этой комедии — чудак, маленький страховой агент, избравший путь личной борьбы с имущественным неравенством и стяжательством.
В 2002 году в Москве открыт Музей угона имени Юрия Деточкина, а в 2012 году в Самаре на Комсомольской площади был установлен памятник Юрию Деточкину.
По мнению многих психологов Юрий Деточкин имеет синдром Аспергера. Так например, в его поведении есть и элементы стимминга, и одержимость справедливостью, и разнообразные таланты (талант взломщика, водителя, актёра и частного детектива). При этом неуклюжесть и асоциальность, а также альтруизм.